# Ricardo Montalbán
Ricardo Montalbán, właśc. Ricardo Gonzalo Pedro Montalbán y Merino (ur. 25 listopada 1920 w Meksyku, zm. 14 stycznia 2009 w Los Angeles) – amerykański aktor filmowy i telewizyjny pochodzenia latynoskiego. Najbardziej znany z seriali telewizyjnych: Dynastia i Dynastia Colbych, gdzie wcielił się w postać Zacka Powersa, z roli Khana Nooniena Singha w serialu Star Trek oraz filmie Star Trek II: Gniew Khana; a także z pamiętnych ról w komediach: Wyścig armatniej kuli II (1984) i Naga broń: Z akt Wydziału Specjalnego (1988). Inne znaczące filmy w jego karierze to m.in.: Sayonara (1957), Jesień Czejenów (1964), Ucieczka z Planety Małp (1971), Podbój Planety Małp (1972) czy Znak Zorro (1974). Gościnnie pojawiał się w popularnych serialach telewizyjnych, m.in.: Bonanza, Doktor Kildare, Prawo Burke’a, Columbo, Życie jak sen.
Jego aktorska kariera trwała ponad 60 lat. Po raz pierwszy pojawił się na ekranie w 1943, po raz ostatni wystąpił w filmie w 2003. Próbował także swoich sił jako aktor dubbingowy; m.in. ostatnio podkładał głos w filmie animowanym Po rozum do mrówek (2006).
8 lutego 1960 otrzymał własną gwiazdę w Alei Gwiazd w Los Angeles znajdującą się przy 7021 Hollywood Boulevard.

## Wczesne lata
Urodził się w Meksyku, w rodzinie katolickiej jako syn hiszpańskich imigrantów Ricardy Merino Jiménez i Genaro Balbino Montalbána Busano, kierownika sklepu. Urodził się z tętniczo-żylną deformacją kręgosłupa. Wychowywał się w Torreón. Montalbán miał siostrę Carmen i dwóch braci - Pedro i Carlosa. Jako nastolatek przeprowadził się do Los Angeles, gdzie uczęszczał z Carlosem do Belmont High School i Fairfax High School. W 1940 przeprowadzili się do Nowego Jorku, a Montalbán zdobył niewielką rolę w sztuce Her Cardboard Lover.

## Kariera
Debiutował na ekranie jako chórzysta w trzyminutowym filmie muzycznym Soundies (1941). Potem znalazł się w obsadzie komedii Trzech muszkieterów (Los tres mosqueteros, 1942) z Cantinflasem w roli D’Artagnana, Kat z Sewilli (El verdugo de Sevilla, 1942), dramacie La virgen que forjó una patria (1942) z Ramónem Novarro i dramacie przygodowo-wojennym Ucieczka (La Fuga, 1944) na podstawie opowiadanie Baryłeczka Guy de Maupassanta.
W 1943 powrócił do Hollywood, a studia filmowe domagają się zmiany nazwiska na Ricky Martin. Jego pierwszą główną rolą był Pablo Rodriguez w filmie noir BORDER INCIDENT (1949). Został pierwszym latynoskim aktorem na okładce magazynu „Life”. W 1951, podczas kręcenia westernu Williama Wellmana Missouri (Across the Wide Missouri) z Clarkiem Gable, odniósł obrażenia kręgosłupa podczas upadku z konia, co spowodowało utykanie, które ukrywał. W 1955 po raz pierwszy trafił na Broadway jaki Chico w musicalu Seventh Heaven. W 1957 zdobył nominację do Tony Award za występ jako Koli w musicalu Jamaica z Leną Horne. W 1973 zagrał Dona Juana w komedii George’a Bernarda Shawa Don Juan w piekle. W 1978 za rolę Satangkai w serialu ABC Jak zdobywano Dziki Zachód (How the West Was Won, 1978) otrzymał nagrodę Emmy. Jako czarny charakter Zack Powers w operze mydlanej Dynastia Colbych (1985–1987) był nominowany do nagrody Soap Opera Digest w 1986 i 1988.
W 1969 pomógł założyć organizację Nosotros, która obaliła negatywne stereotypy Latynosów z branży filmowej i telewizyjnej. Chociaż nie był już związany z Nosotros, kontynuował prace nad różnymi innymi projektami, w tym American Lung and Heart Association, American Cancer Society oraz różnymi instytucjami społecznymi, edukacyjnymi i charytatywnymi.
W 1980 została wydana jego autobiografia Reflections: A Life in Two Worlds.

## Życie prywatne
Jego małżeństwo było jednym z najbardziej udanych w aktorskim środowisku. Georgina Young, siostra przyrodnia aktorki Loretty Young, była jego żoną przez 63 lata (od 26 października 1944 do jej śmierci w dniu 13 listopada 2007). Owocem tego związku jest czworo dzieci; dwóch synów – Victor i Mark (ur. 1947) oraz dwie córki – Laura (ur. 1949) i Anita (ur. 1952).
W 1998 papież Jan Paweł II przyznał mu Order Świętego Grzegorza Wielkiego.
Zmarł 14 stycznia 2009 w Los Angeles w wieku 88 lat. Dokładna przyczyna śmierci została później ujawniona jako niewydolność serca.

## Filmografia

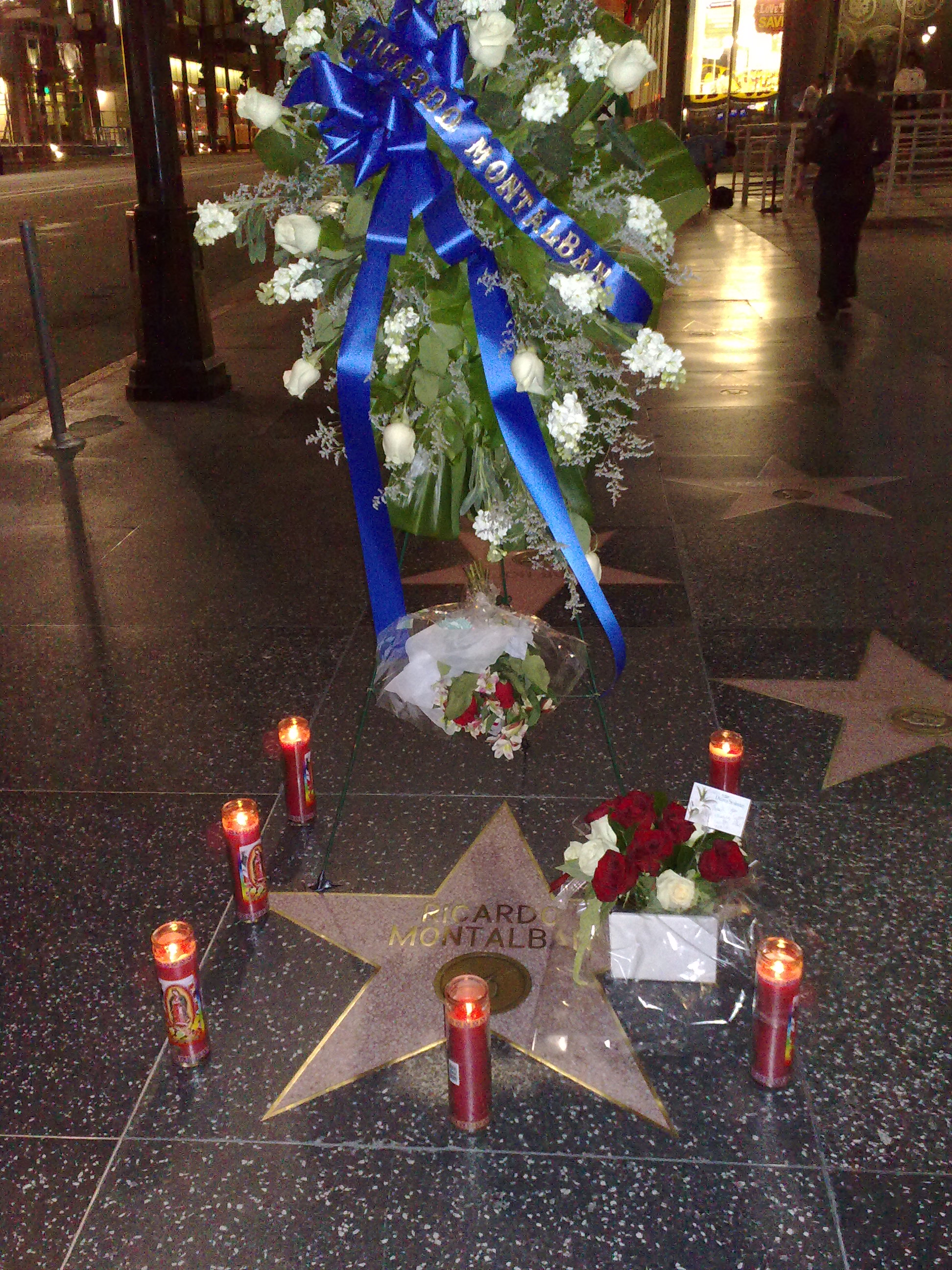
Gwiazda Montalbána na Hollywoodzkiej Alei Sławy w dniu Jego śmierci

### Filmy fabularne
- 1964: Jesień Czejenów (Cheyenne Autumn) jako wódz Mały Wilk
- 1971: Ucieczka z Planety Małp (Escape from the Planet of the Apes) jako Armando
- 1972: Podbój Planety Małp (Conquest of the Planet of the Apes) jako Armando
- 1971: Rabusie pociągów (The Train Robbers) jako agent agencji Pinkertona
- 1976: Columbo (Columbo: A Matter of Honor, TV) jako Luis Montoya
- 1982: Star Trek II: Gniew Khana (Star Trek II: Wrath of Khan) jako Khan
- 1984: Wyścig armatniej kuli II jako król, ojciec szejka
- 1988: Naga broń: Z akt Wydziału Specjalnego (The Naked Gun: From the Files of Police Squad!) jako Vincent Ludwig
- 2002: Mali agenci 2: Wyspa marzeń (Spy Kids 2: Island of Lost Dreams) jako dziadek
- 2003: Mali agenci 3D: Trójwymiarowy odjazd (Spy Kids 3-D: Game Over) jako dziadek
- 2006: Po rozum do mrówek (The Ant Bully) jako szef Rady (dubbing)

### Seriale TV
- 1960: Bonanza jako Matsou
- 1961: Disneyland jako Ramon Castillo
- 1966: Doktor Kildare (Dr. Kildare) jako Damon West
- 1967: Star Trek jako Khan Noonien Singh
- 1967: Mission: Impossible jako Gerard Sefra
- 1985–1987: Dynastia Colbych (The Colbys) jako Zachary „Zach” Powers
- 1986: Dynastia (Dynasty) jako Zachary „Zach” Powers
- 1990: Napisała: Morderstwo – odc. Morderstwo w F Sharp (Murder in F Sharp) jako Vaclav Maryska
- 1996: Freakazoid! jako Armondo Guitierrez (dubbing)
- 1998: Statek miłości (The Love Boat: The Next Wave) jako Manuel Kaire
- 2001: Wybrańcy fortuny (Titans) jako pan Sanchez
- 2008: Family Guy jako Krowa (dubbing)

## Nagrody
- Nagroda Emmy Najlepszy aktor drugoplanowy: 1978 Jak zdobywano Dziki Zachód
- Nagroda Gildii Aktorów Ekranowych 1994 Nagroda za osiągnięcia życia